# غرق أب زار
غرق‌ أب زار (بالفارسية: غرق‌آب زار) هي قرية تقع في قسم بالابند الريفي في إيران. يقدر عدد سكانها بـ 52 نسمة .